# Паладій
| 46       | Паладій |
| Pd106,42 |         |
| 4d10     |         |

Паладій (англ. palladium, нім. Palladium n) — хімічний елемент. Символ Pd, номер у періодичній системі — 46, атомна маса — 106,4. Електронна конфігурація — [Kr] 4d10. Сріблясто-білий м'який і ковкий метал. Належить до платинових металів. Температура плавлення 1552 °C, кипіння — близько 2980 °C. Густина — 12,020 г/см3. Твердість за Брінеллем 480,05 ГПа, границя міцності при розтягненні — 181,42 МПа. Парамагнітний. Порівняно з іншими платиновими металами менш стійкий до дії окисників. Паладій — рідкісний елемент, середній вміст у земній корі 1,3·10−6 % (за масою), у кам'яних метеоритах — 1·10−4 %. У природі паладій міститься в самородній платині, утворюючи з нею неврегульований твердий розчин.

## Історія

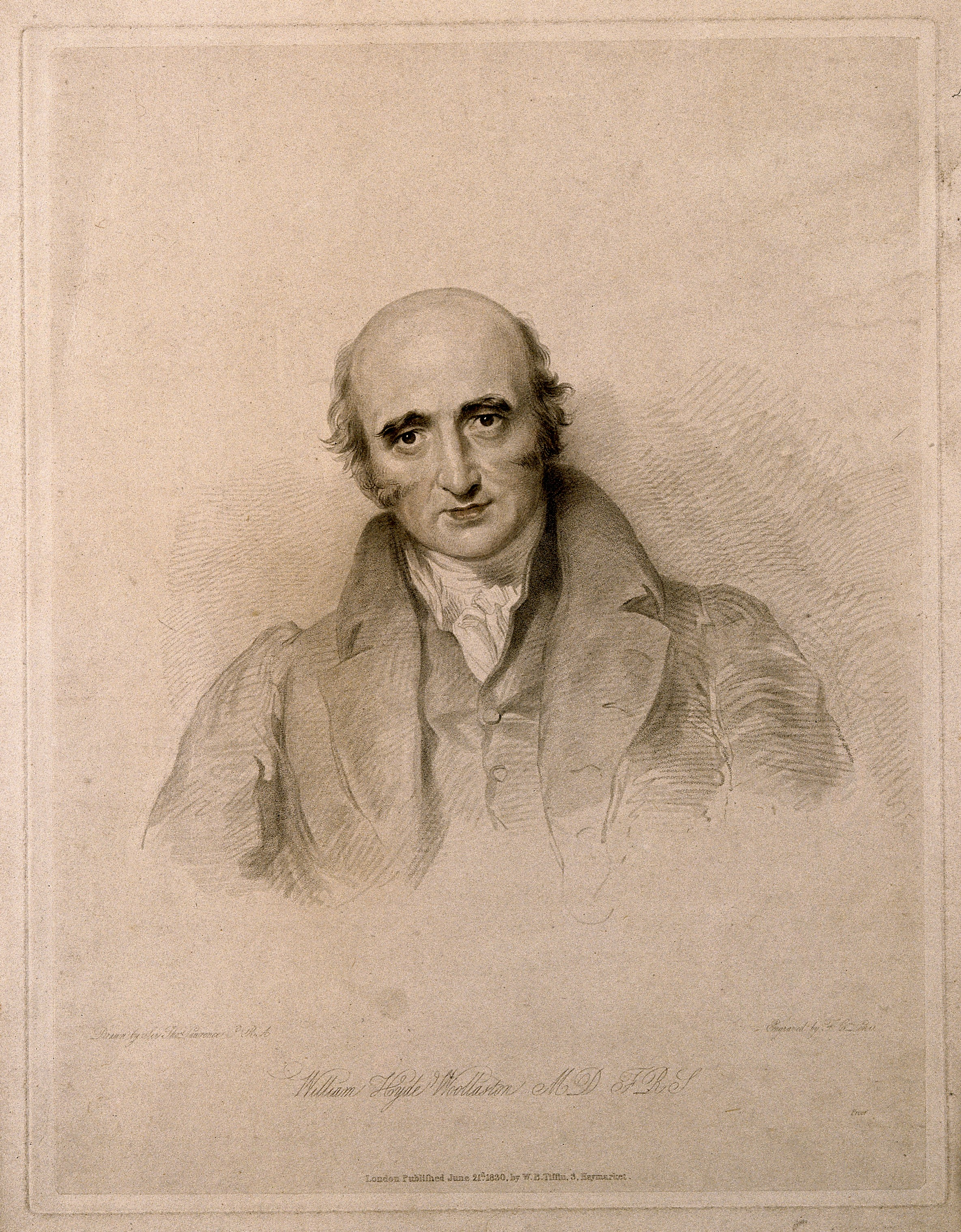
Вільям Волластон, першовідкривач паладію

У 1800 році Вільям Волластон, разом зі Смітсоном Теннантом, що надав фінансування, закупили 6000 унцій (близько 170 кілограм) платини. Їх метою було навчитися очищувати платину для подальшого продажу, для чого вони розчиняли її у царській воді і осаджували її хлоридом аммонію. На той час вже було відомо, що при розчиненні платини у царській воді лишається чорний залишок, що вважався графітом. Теннант почав досліджувати цей осад, що призвело його до відкриття осмію і іридію, тоді як Волластон зосередився на самому розчині.
Намагаючись виділити максимальну кількість платини з розчину, Волластон повторно обробив розчин цианідом ртуті. Платина, що була отримана з осаду відрізнялася від тієї, що була отримана при обробці нашатирем. Колір отриманого металу був значно жовтішим. Більш того, при спробі знов додати царську воду, частина металу лишилася нерозчиненою. Досліджуючи залишок, Волластон встановив, що він складається з свинцю, заліза, міді і невідомого металу. У квітні 1802 року він зміг виділити цей метал і встановити його питому вагу.
У перших записах, що стосуються паладію Волластон позначає його C, що, ймовірно, означає цереріум, на честь відкритої у 1801 році Церери, але потім схиляється до назви паладій, на честь відкритого у березні 1802 року наступного астероїда, Паллада, що, своєю чергою, названий на честь Паллади, одного з епітетів богині Афіни. За оцінкою Волластона, паладій становив близько 0,5 % від початкової маси платини. Пізніше він виявив у розчині ще один новий елемент, родій.
Незвичною є історія повідомлення про відкриття нового елементу. На той час вже існувала усталена практика статей у наукових журналах, через які вчені обмінювалися інформацією, проте про паладій вони дізналися іншим чином. У квітні 1803 року кільком лондонським хімікам прийшли оголошення про нововідкритий метал, «паладій або нове срібло», зразок якого можна купити у Якова Фостера, торговця мінералами. Фостер у цей час був у закордонному відряджені, і його дружина, що вела в цей час справи, могла лише розказати про невідомого їй чоловіка, що передав містеру Фостеру шматки металу, і попросив допомогти з їх реалізацією. Уся ця історія викликала велику недовіру у науковому суспільстві, і багато вчених сумнівалося, що новий елемент справді було відкрито. Так, Річард Ченевікс викупив зразки паладію, і після дослідження заявив, що насправді новий метал є сплавом платини і ртуті. Проте, інші хіміки не змогли повторити його експерименти, і сполуки платини і ртуті, які вони отримували, мали зовсім інші властивості.
На початку 1804 року видання «Журнал натурфилософії, химії і мистецтв» надрукувало об'яву про винагороду у 20 фунтів для того, хто зможе виготовити паладій штучно. Нагорода так і не була отримана. Нарешті, у липні 1804 року Волластон розкрив, що це він з самого початку створив і історію з Фостером і з винагородою. Причиною цього, ймовірно, було те, що Волластон не хотів розкривати подробиці хімічних процесів, які він використовував для очищення платини допоки його бізнес з виготовлення платинового хімічного посуду не набере обертів. 1805 року він опублікував статтю, де описувався спосіб отримання паладію і родію.
Втім, заява Волластона не підтвердила до кінця гіпотезу про елементарність паладію, адже сполука платини з ртуттю могла утворитися у платинових рудах і природним чином. 1809 року американський металург Джозеф Клауд зміг отримати паладій зі зразка бразильської золотої руди, тим самим остаточно підтвердивши його елементарну природу.

## Розповсюдження та отримання

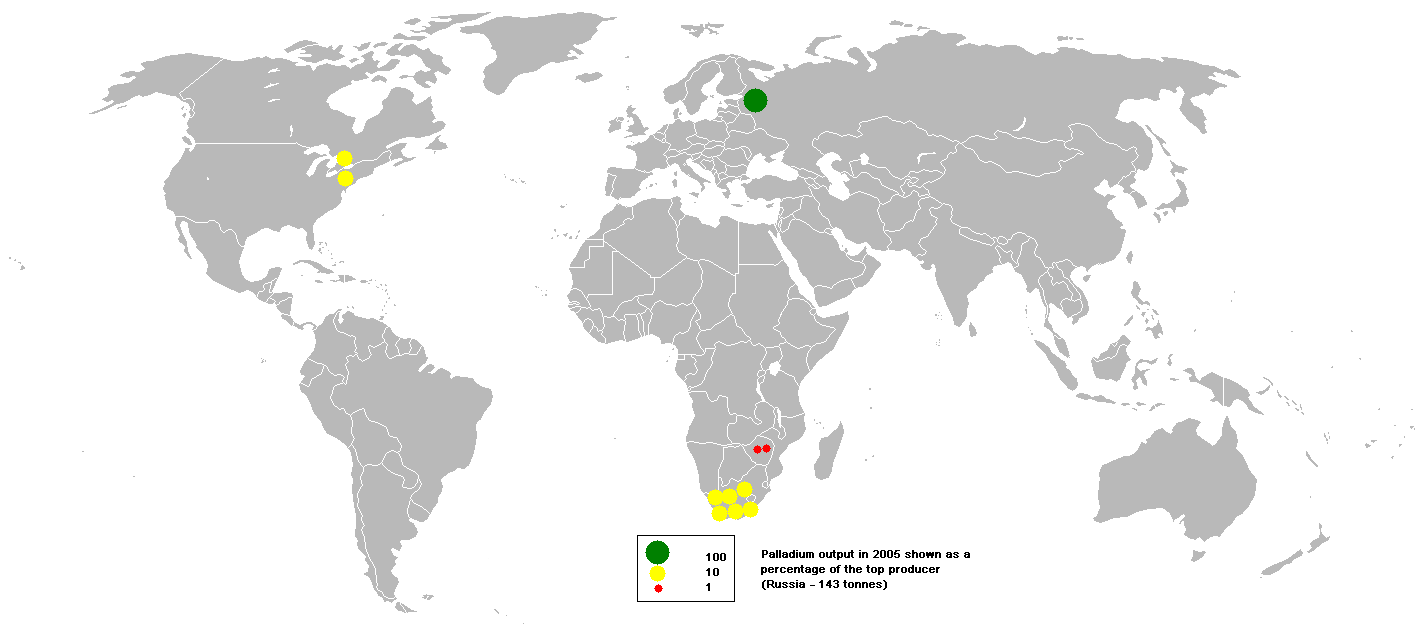
Виробництво паладію у світі у відсотках для кожної окремо взятої країни в 2005 році порівняно з лідером Росією (100 % = 143 тони)

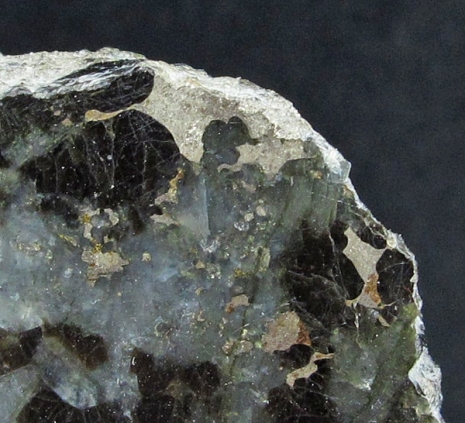
Паладієвмісний мінерал брегіт

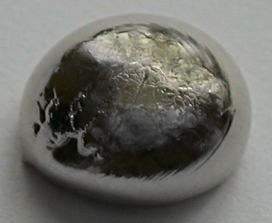
Шматок технічного паладію

Існують два типи родовищ, з яких добувають паладій: корінні, де він входить до складу мінералів, і розсипні, які утворюються при руйнуванні корінних. У розсипних родовищах паладій може знаходитися у самородному вигляді. Паладій — єдиний метал платинової групи, окрім власне платини, що зустрічається у самородному вигляді, хоча і дуже рідко. Більша частина паладію добувається як побічний продукт нікелевих і мідних руд, або разом з платиною у її розсипних покладах. У паладиїстій платині частка паладію може досягати 40 %, в паладистій станоплатині 17—21 %, в поліксені — до 6 %, в фероплатині — до 13 %, в іридистій платині — до 4 %.. Загалом відомо кілька десятків мінералів, що містять паладій. Найпоширенішими є сульфіти (брегіт, висоцькіт), оксиди (паладит), арсеніди (стілвотеріт), антимоніди (генкініт, ізомертііт), бісмутати (фрудіт), телуриди (котульскіт), сплави з ртуттю (потарит), оловом (станопаладініт, рустенбургіт, атокіт), свинцем (звягінцевіт).
Всі мінерали паладію утворюються на великих глибинах при високих температурах і тиску. Паладій зустрічається у вигляді домішки у сульфідах і силікатах ультраосно́вних і осно́вних порід. Підвищена концентрація паладію спостерігається в манґанових рудах і фосфоритах.
Майже весь світовий паладій добувається в двох країнах — Росії і ПАР (у 2018 році 40 % і 32 % відповідно). Також помітну кількість паладію видобувають у Канаді, США і Зімбабве. Загалом у 2018 році було видобуто 210 тонн паладію. Також значними є об'єми повторного використання паладію.
У паладієвмісні руди збагачуються шляхом пінної флотації, після чого переплавляються у електропечах і конвертерах, завдяки чому з руди видаляються сірка, залізо. Після виплавки з руди основного металу (мідь, нікель), паладій і інші метали платинової групи лишаються у шламах.
Для добування паладію зі збагачених шламів, розсипної платини, лому благородних металів застосовують афінаж. Першим етапом є розчинення сировини у суміші нітратної і хлоридної кислоти, після чого з суміші осаджують платину хлоридом амонію. З залишку паладій осаджують аміаком при нагріванні. При цьому випадає в осад сіль Вокелена, яка розчиняється у аміаку, утворюючи розчин тетраамінхлориду паладію ([Pd(NH3)4]Cl2). Після додавання в останній хлоридної кислоти, в осад випадає паладозамін (Pd(NH3)2Cl2), прожарюючи який у тиглі і відновлюючи після цього окис паладію воднем можна отримати губчатий технічний паладій.

## Застосування

### Каталізатори

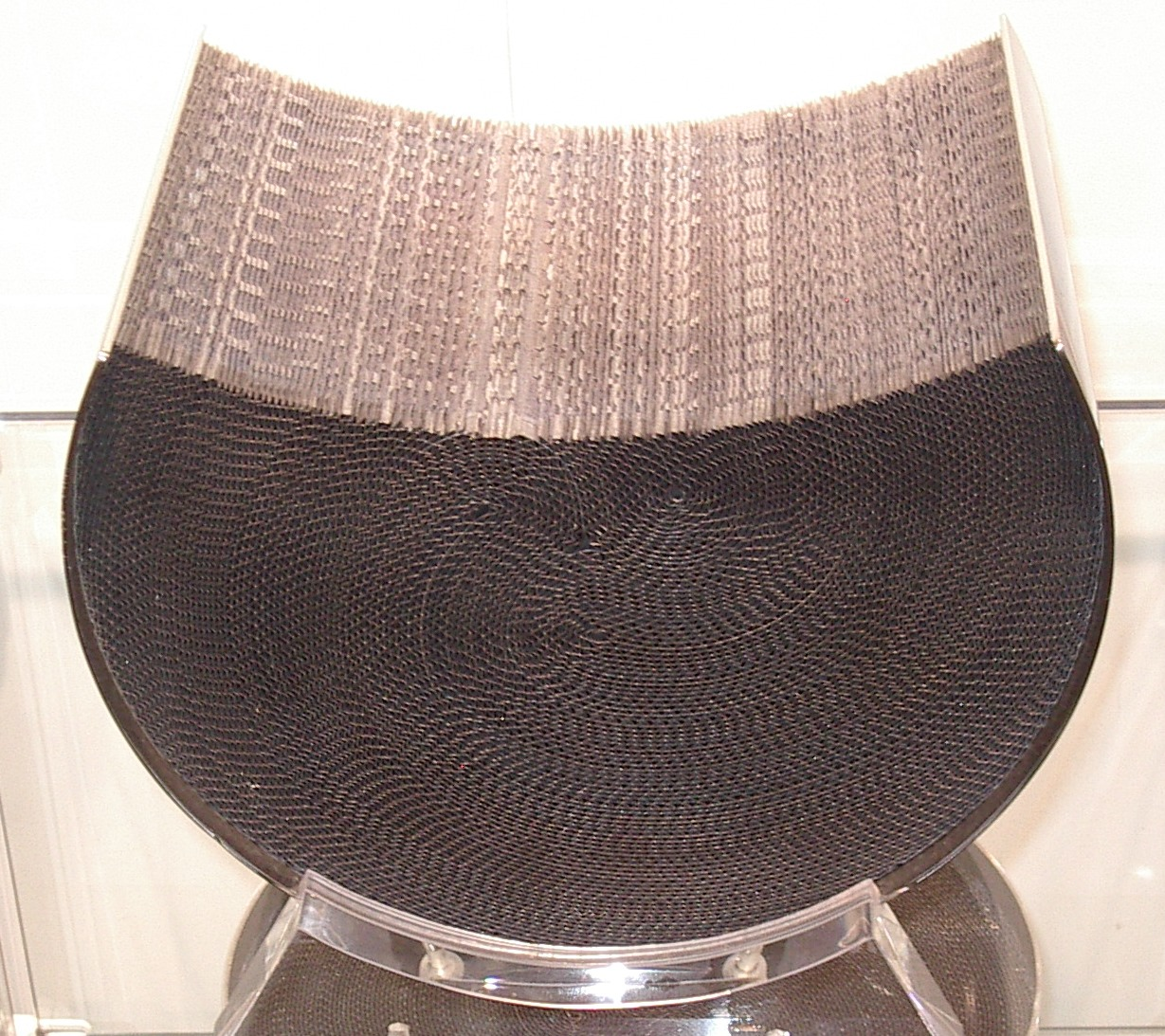
Каталітичний конвертор у розрізі

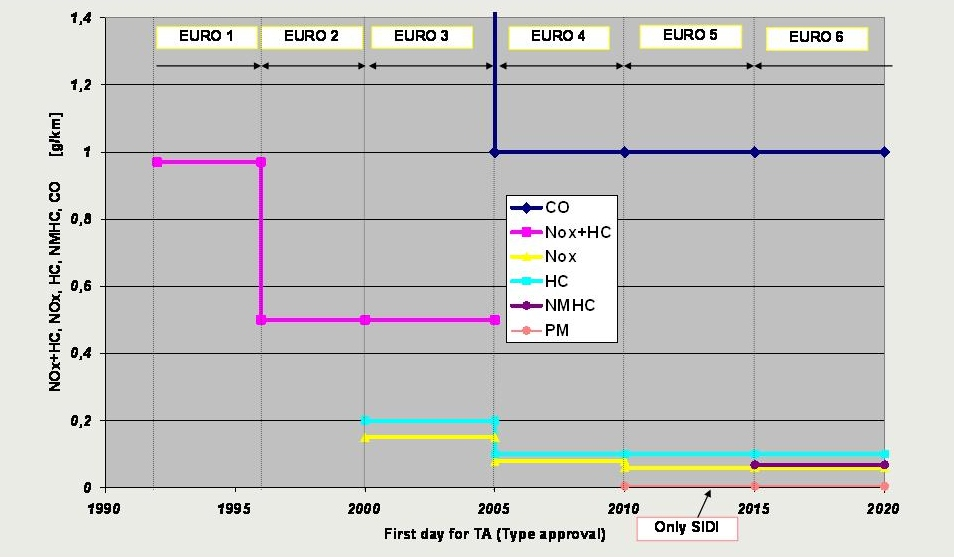
Зменшення лімітів на вміст СО, NOx, HC і частинок сажі у вихлопних газах за стандартами ЄС

У 2018 році близько 80 % усього паладію в світі використовували для виробництва автомобільних каталізаторів. Паладій у них використовують для каталізації окисних реакцій: доокиснення монооксиду вуглецю в діоксид, а також для перетворення вуглеводнів на воду і вуглекислий газ. Один автомобільний каталізатор містить кілька грамів металів платинової групи (до 15 для вантажівок), а співвідношення їх кількості залежить від режиму роботи двигуна, палива і цін на ці метали.
За останні десятиліття норми по викидам токсичних речовин автомобілями стали значно жорсткішими, тому для виробництво каталізаторів потребує дедалі більше і більше платини і паладію.
Також паладій каталізує велику кількість інших реакцій органічної хімії. Для каталізу, переважно, використовують чистий паладій, або ж паладій у ступені окиснення 0. Велика кількість реакцій сполучення та кросс-сполучення(реакція Гека, реакція кроскопуляції Бухвальда — Гартвіга, копуляція Стілле, реакція Судзукі і багато інших) каталізуються паладієм. Іншими класами реакцій, де широко використовують паладієві каталізатори є карбонілювання арилів, аліляція нуклеофілів, гідрогеноліз алільних сполук, гідрометилювання аленів тощо.
У 2018 році 8 % паладію було використано як каталізатори у хімічній промисловості.

### Медицина
У амальгами для пломб додають до 5 % паладію для корозієстійкості, а також задля здешевлення у матеріал для золотих пломб (паладій легший, тому той самий його об'єм легший, ніж золото). Близько 5 % паладію у 2018 році використано таким чином.
Ізотоп паладій-103 використовують у брахітерапії.
Паладій застосовується у вимірювачах тиску, вимірювачах рівня глюкози, для знезараження, для синтезу деяких ліків, для виготовлення хірургічних інструментів.

### Карбування монет

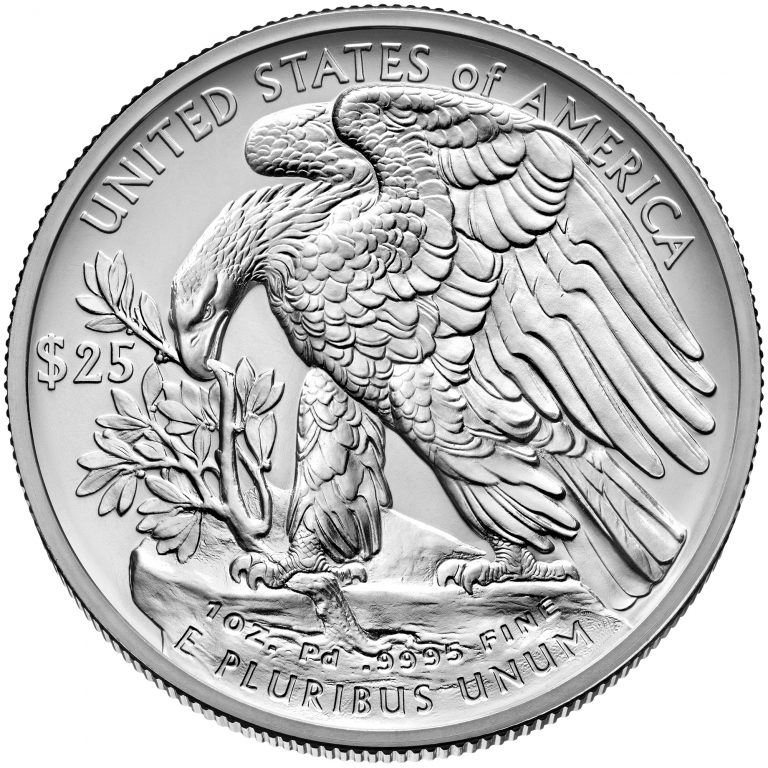
Паладієва монета США

Першу паладієву монету було випущено у 1966 році у Сьєрра-Леоне. Наступного року таку монету випустили у Тонга. Також паладієві монети випускали Австралія, Бермудські Острови, Британські Віргінські Острови, Канада, Китай, Острови Кука, Франція, Острів Мен, Малаві, Польща, Португалія, Росія, Самоа, Словаччина, Нова Зеландія, СРСР, США. Більшість цих монет є інвестиційними.

### Ювелірна справа
Сплав золота і паладію («біле золото») використовують для виготовлення прикрас. 2018 року 4 % паладію було використано таким чином.

### Електротехніка
Паладій використовують у багатошарових керамічних конденсаторах, гібридних інтегральних схемах, для плакування електронних плат.